# طاقية
الطاقية تسمية متأخرة قد وردت في القرن السادس الهجري عند الرحالة الأندلسي أبي حامد الغرناطي، ووردت في القرن الثامن عند ابن بطوطة، وهي كلمة عامية مولدة، وهي غطاء الرأس من الصوف أو القطن ونحوها.
والطاقية التي توضع تحت العمامة، وهي شقة البز، وهي مرادفة لكلمة طربوش، وهناك أدلة تؤكد أن بعض المسلمين كانوا يلبسون غالبا طاقيتين أو كلوتتين: طاقية وطربوش، فيقول ابن بطوطة: فإذا استقر بهم المجلس نزع كل واحد قلنسوته ووضعها بين يديه، وتبقى على رأسه قلنسوة أخرى من الزردخان، وقد كان الرُّوم في مدينة لادق يميزون بالقلانس الطوال، منها الحمر والبيض. وكانت قلنسوة الأتراك طويلة محددة الرأس.